# Sveti Valentin
Sveti Valentin (lat.: Valentinius; Terni, oko 175. – Rim, oko 269.), svećenik i mučenik iz 3. stoljeća. Njegov se blagdan od davnina slavi 14. veljače, a poznat je i kao dan zaljubljenih – Valentinovo. 

## Životopis
Sveti Valentin je bio prvi biskup grada Terni (Interimna) u Umbriji, stotinjak kilometara od Rima; za vrijeme pape Viktora I. zaredio ga je za biskupa drugi znameniti umbrijski biskup i svetac, sv. Felicijan. Pokopan je na groblju izvan zidina Ternija u doba, te je nad njegovim grobom podignuta u doba pape Julije I. u 4. stoljeću crkva, da bi početkom 17. stoljeća bila sazidana katedrala; u Ternijskog katedrali se i danas čuva svečevo tijelo.
Najkasnije u 15. stoljeću je ovaj svetac povezan s blagdanom zaljubljenih, što se održalo do danas. Spomendan se u katoličkoj Crkvi slavi 14. veljače, kao neobavezan spomendan.  Na isti dan obilježavaju ga anglikanci, kao i luteranske crkve, pri čemu valja napomenuti da je na njemačko govorno područje asocijaciju tog crkvenog spomendana s danom zaljubljenih "doputovala" nakon drugog svjetskog rata s američkom vojskom, koja je 1940-ih godina organizirala i balove za Valentinovo.
Postoji također i nesigurna predaja o sv. Valentinu koji da je bio svećenik (ne biskup) u Rimu, te da je pogubljen je 269. godine odsijecanjem glave u doba kad je Rimskim Carstvom vladao car Klaudije. S obzirom na to da se za tog sveca također spominje da je bio sahranjen na groblju uz Via Flaminia – tj. onoj cesti koja iz Rima kreće prema Umbriji i uz koju je podignut Terni, nije isključeno da je riječ o jednoj te istoj osobi.

## Štovanje
Sve do 1969. godine dan Sv. Valentina slavio se 14. veljače kao spomen. Dan je zatim bio izbrisan iz katoličkog kalendara, te je postao tek neobavezni spomendan, zbog želje za smanjenjem broja spomena svetaca o kojima nema dovoljno točnih povijesnih podataka. Razlog nedostatku povijesnih podataka jesu i Dioklecijanovi progoni, u kojima je spaljeno mnoštvo kršćanskih zapisa i izvještaja o mučeništvima, ali i svakodnevnom životu prvih kršćana. 
U Hrvatskoj postoji crkva i Župa sv. Valentina u Batini (Baranja), u Podgoraču kod Našica je sv. Valentin suzaštitnik župe, u Kanfanaru postoji crkvica sv. Valentina, a u nizu drugih crkava postoje slike i oltari sv. Valentina.

## Valentinovo
Običaj da se Valentin smatra svecem i zaštitnikom zaljubljenih dolazi i od dana njegova slavlja. Naime, nekada se životni ritam uvelike ravnao prema crkvenim blagdanima. Crkva je od vjernika tražila, da vjenčanja ne slave u vrijeme velikih blagdana (na Božić, na Uskrs) jer su oni zasebna slavlja cijele zajednice, a napose je tražila, da se ne priređuju bučne svadbe u liturgijski posebnim vremenima adventa (došašća) i korizme, već izvan takvih razdoblja. A datum 14. veljače pada poslije božićnih blagdana, a neposredno prije korizme.
Sveti Valentin se slavi već u ranom srednjem vijeku, osobito u Engleskoj, a poslije u cijelom svijetu. U Hrvatskoj su ga posebno štovali vjernici u sjeverozapadnim krajevima. Običaj biranja odabranice na Valentinovo najprije se proširio u Engleskoj i Škotskoj. Poznato je da su u 16. stoljeću mladići ostavljali ljubavne poruke i čestitke na pragu svoje odabranice. Čestitke su bile pažljivo izrađene, obrubljene čipkom ili ukrasnom vrpcom i to su vjerojatno bile prve čestitke i razglednice ikada poslane.
Kršćanstvo uklapa običaje iz raznih naroda i društava u novi, kršćanski život tih naroda, pa tako dolazimo do pretpostavke kako je običaj slavlja Valentinova kao dana zaljubljenih, kada se izmjenjuju pisma i ljubavne poruke, zapravo poveznica simpatičnih poganskih običaja i moguće Valentinove angažiranosti oko mladih parova. U starih Grka je od sredine siječnja do sredine veljače bio mjesec Gamelion u kojem se obilježavala svetost braka Here i Zeusa. U antičkom Rimu 14. veljače slavila se božica Juno – zaštitnica braka, a 15. veljače bio je dan kad se slavio Lupercus, bog plodnosti, povodom čijeg slavlja su ljudi izmjenjivali pisma i poruke.

## Forenzička rekonstrukcija lica
U Rimu, u veljači 2017., lice svetog Valentina iz lubanje mučenika koja se nalazi u bazilici svete Marije u Cosmedinu rekonstruirao je 3D dizajner Cicero Moraes.

## Vanjske poveznice
Ostali projekti
|  | Zajednički poslužitelj ima još gradiva o temi Sveti Valentin |

Mrežna mjesta
- www.diocesi.terni.it, službeno mrežno mjesto Biskupije Terni - Narni - Amelia (tal.)